# ゲツセマネの祈り (コレッジョ)

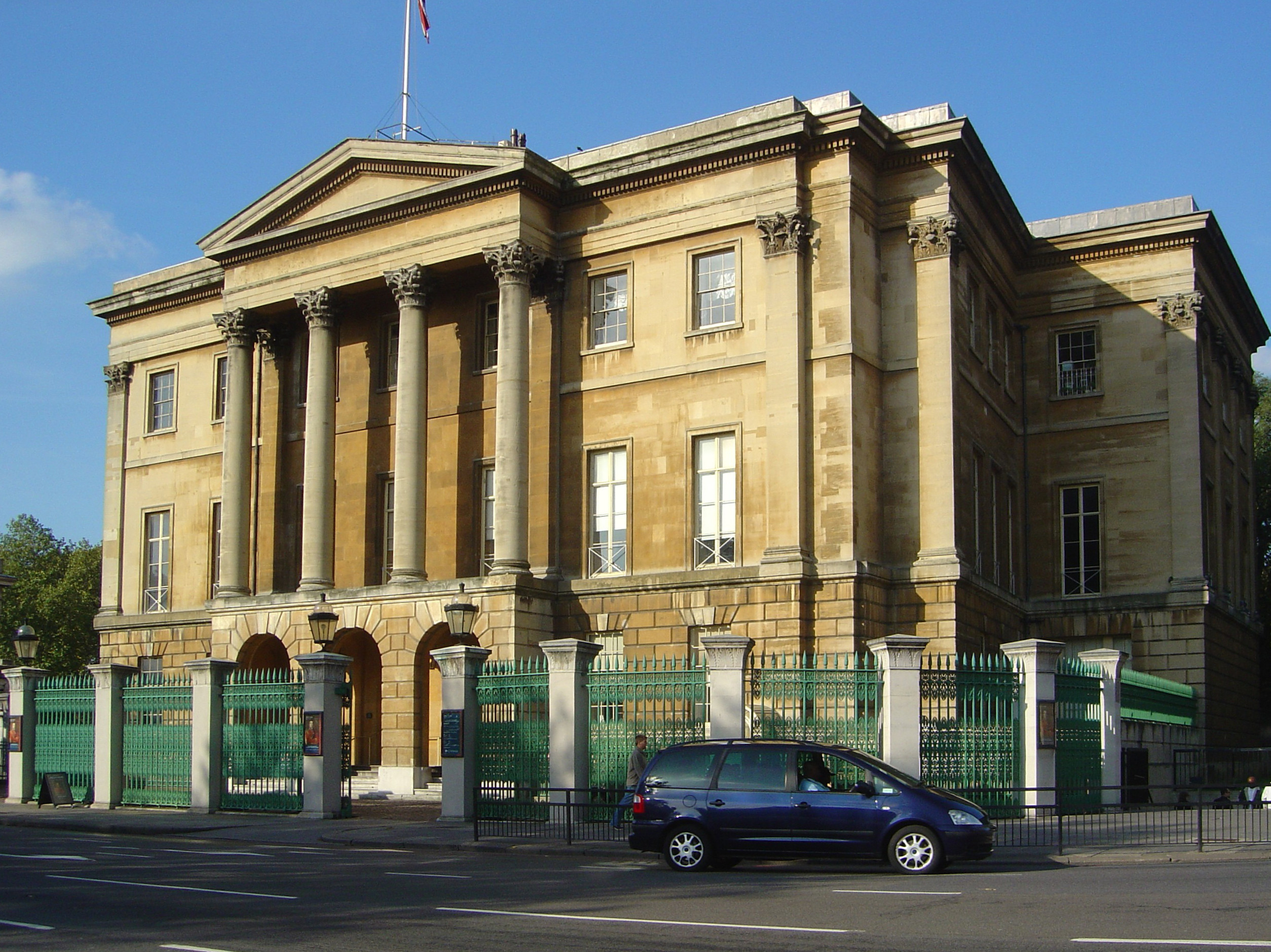
アプスリー・ハウス。

『ゲツセマネの祈り』（ゲツセマネのいのり、伊: Orazione nell'orto, 英: Agony in the Garden）は、ルネサンス期のイタリアの画家コレッジョが1524年ごろに制作した絵画である。油彩。主題は『新約聖書』「マタイによる福音書」26章などで語られているイエス・キリストがオリーブ山のゲツセマネの園で行った苦悩に満ちた祈り（ゲツセマネの祈り）から取られている。小品ながらジョルジョ・ヴァザーリによって「コレッジョの作品の中で最も希少で美しい」と称賛され、画家の小型の宗教画の中でも特に有名である。17世紀半ばにスペインの王室コレクションに加わり、現在はウェリントン・コレクションの一部として、ロンドンのアプスリー・ハウスに所蔵されている。また準備素描が大英博物館に、質の高い複製がナショナル・ギャラリーに所蔵されている。

## 主題
福音書によるとイエスは最後の晩餐ののち、3人の使徒、聖ペテロ、聖ヤコブ、聖ヨハネを伴って祈りのためにオリーブ山のゲツセマネの園を訪れた。イエスはすでにイスカリオテのユダの裏切りと自らに待ち受ける受難、そして死の運命を知っていた。彼は迫る運命に酷く苦しみ、目を覚まして使徒たちに自分と一緒に祈るように頼んだ。イエスは彼らから少し離れて立ち、神に「この杯を通り過ぎさせてください」と願った。しかししばらくしてイエスは神の意志を認め、「わが父よ、どうしてもこの杯を飲むよりほかに道がないのでしたら、どうか御心どおりに行われますように」と願った。イエスはこの祈りを3回行ったが、そのあいだ使徒たちは眠っていた。やがて天国から御使いが現れてキリストに力を授けた。

## 作品
コレッジョはゲッセマネで苦悩するキリストの姿を、夜明け前の劇的な明暗のコントラストの中に表現している。キリストはゲツセマネの園にひざまずき、神に救済を祈っている。キリストと天使を画面左端に配置した構図は驚くべき大胆さである。天使はキリストのもとに現れて慰めようとしているが、キリストは天使から目をそらし、天を見上げている。キリストの左右に開かれた両手は天使と言葉を交わしていることを表している。またキリスト自身が発する光は天使を照らし、なおかつ遠方の山々を照らす夜明けの光よりも明るく、「ヨハネによる福音書」8章12節のキリストの言葉「私は世界の光です」を思わせる。画面右では3人の使徒、ペテロ、ヨハネ、ヤコブがキリストの心の動揺や天使との会話に気づかないまま、地面に身を横たえて眠っている。
小さなサイズは絵画が個人的な礼拝のために制作されたことを物語っている。コレッジョは同主題のアルブレヒト・デューラーの版画を見た可能性があり、デューラーは暴力的ともいえる感情的な強い表現でキリストの苦悩を描いている。このイメージはコレッジョに強く訴えたと考えられる。
絵画の画面右側は火事で損傷しており、画布は切り落とされている。右側の部分についてはナショナル・ギャラリーの複製がオリジナルの風景の外観を明確に記録している。アプスリー・ハウスのオリジナルのバージョンでは、右側の眠る3人の使徒は暗くて見えなかったが、1949年から1950年に行われた洗浄によって複製同様に描かれていることが明らかになった。また後からユダとローマの兵士の小さな人物像が追加され、削除されたことも判明した。

## 来歴
画家であり美術評論家のジャン・パオロ・ロマッツォ（1590年）によると、コレッジョは4または5スクードの小額の借金を支払うため、絵画を薬師に与えたという。その後、ミラノのピッロ・ヴィスコンティ伯爵（Count Pirro Visconti）に400から500スクードで売却された。1650年代に、当時のスペインのミラノ総督であるカラセナ侯爵ルイス・デ・ベナヴィデス・カリージョは絵画をピッロ伯爵の子孫から750ドッピエで購入し、1666年までに国王フェリペ4世のコレクションに加わった。1813年、ナポレオン政権下でスペイン王となったジョゼフ・ボナパルトは6月21日のビトリアの戦いに際してスペイン王室の83点の絵画コレクションを国外に持ち出そうとした。『ゲツセマネの祈り』はその中に含まれていたが、他の絵画とともにジョセフ・ボナパルトの馬車から発見され、初代ウェリントン公爵アーサー・ウェルズリーによってスペイン国王フェルナンド7世に返還された。これに対してフェルナンド7世は贈物として公爵に返した。絵画がイギリスに到着したとき王立アカデミーの学長ベンジャミン・ウェスト（Benjamin West）が注目し、「ダイヤモンドで縁取る」べきであると述べた。

## 素描と複製
コレッジョの個人的な礼拝のための小型の宗教画としては希なことに準備素描が現残しており、大英博物館に所蔵されている。そこでは祈るキリストの姿が素描されている。ロンドンのナショナル・ギャラリーには17世紀に制作された複製が所蔵されている。この複製はイギリスの銀行家ジョン・ジュリアス・アンガースタインが所有した絵画の1つで、1824年にナショナル・ギャラリーの設立に際して取得された。アプスリー・ハウスのバージョンがロンドンに到着した後も、コレッジョの真作と見なされていた。